# ヴェスプレーム県
ヴェスプレーム県（Veszprém (ハンガリー語: Veszprém vármegye, 発音 [ˈvɛspreːm]; ドイツ語: Komitat Wesprim (Weißbrunn))）は、ハンガリーの県。県都はヴェスプレーム。人口は約37万5千人。

## 概要
ハンガリーの西部に位置している。県の南端はバラトン湖。ヴェスプレーム以外の代表的な都市としては、アイカ、パーポ、バールポロトなどが挙げられる。ハンガリー有数の観光地であるバラトン湖を有するほか、陶磁器の生産で知られるヘレンドもヴェスプレーム県にあり、同県を支える産業の一つとなっている。

## 主な市町村
この県には以下の市町村が含まれる。
市
- ヴェスプレーム (61,721人)

町
- パーパ (33,583人)
- アイカ (31,971人)
- ヴァールパロタ (21,682人)
- タポルツァ (17,914人)
- バラトンフュレド (13,289人)
- バラトナルマーディ (8,514人)
- ズィルツ (7,445人)
- シュメグ (6,847人)
- ベルヒダ (5,927人)
- デヴェチェル (5,232人)
- Balatonfűzfő (4,337人)
- ヘレンド (3,446人)
- Balatonkenese (3,311人)
- Badacsonytomaj (2,312人)

村
バラトナルマーディ、バラトンチチォー、デルギチェ、カープタラントーチ、ケヴァーゴーエルシュ、モノスロ、ペーチェリ、タポルツァ、ヴァーソリ、ザーンカ、ドバ、ショムローイェネ、シャムローセッレシュ、シャムローヴァーシャールヘイ

## ギャラリー

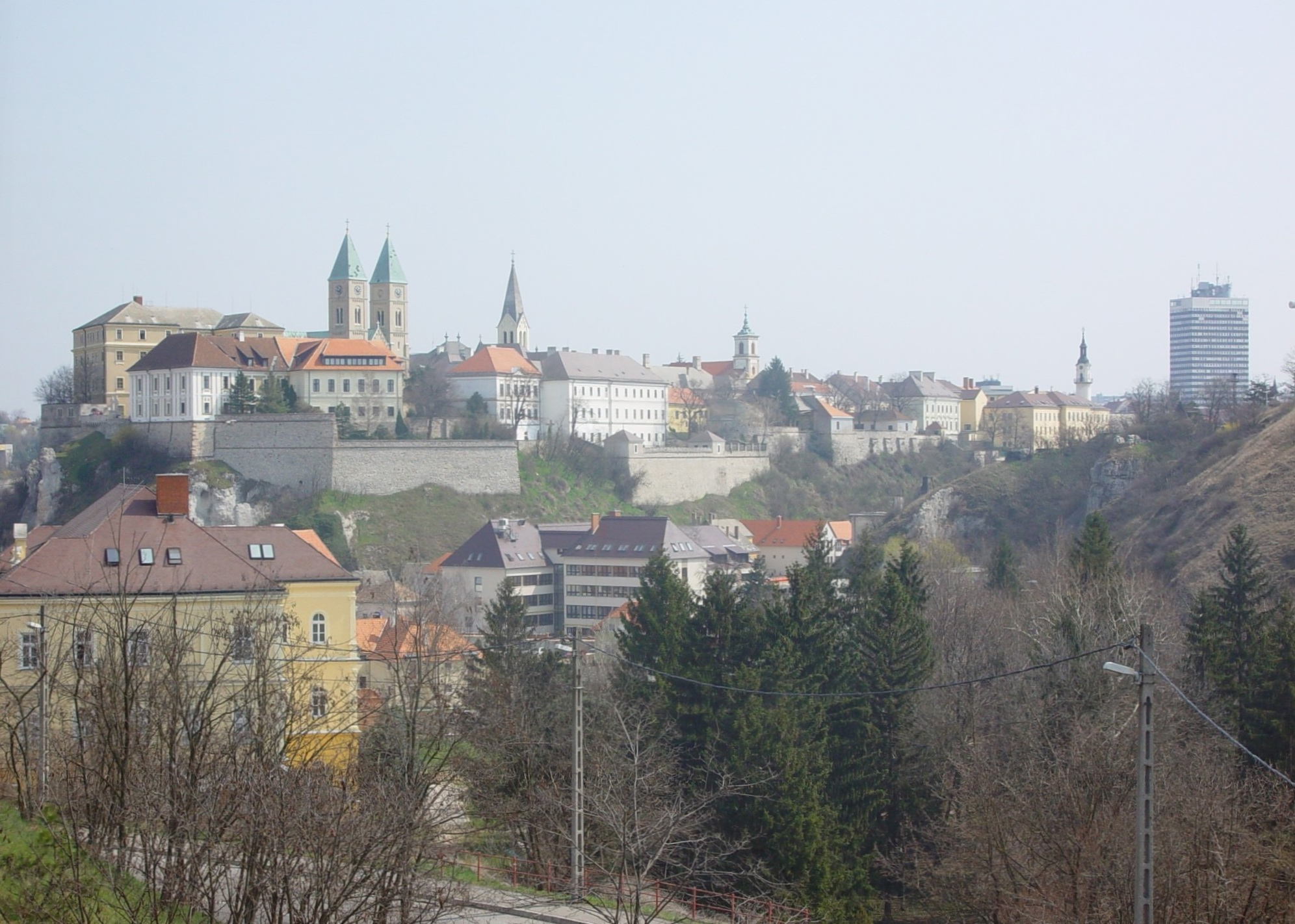
ヴェスプレーム城
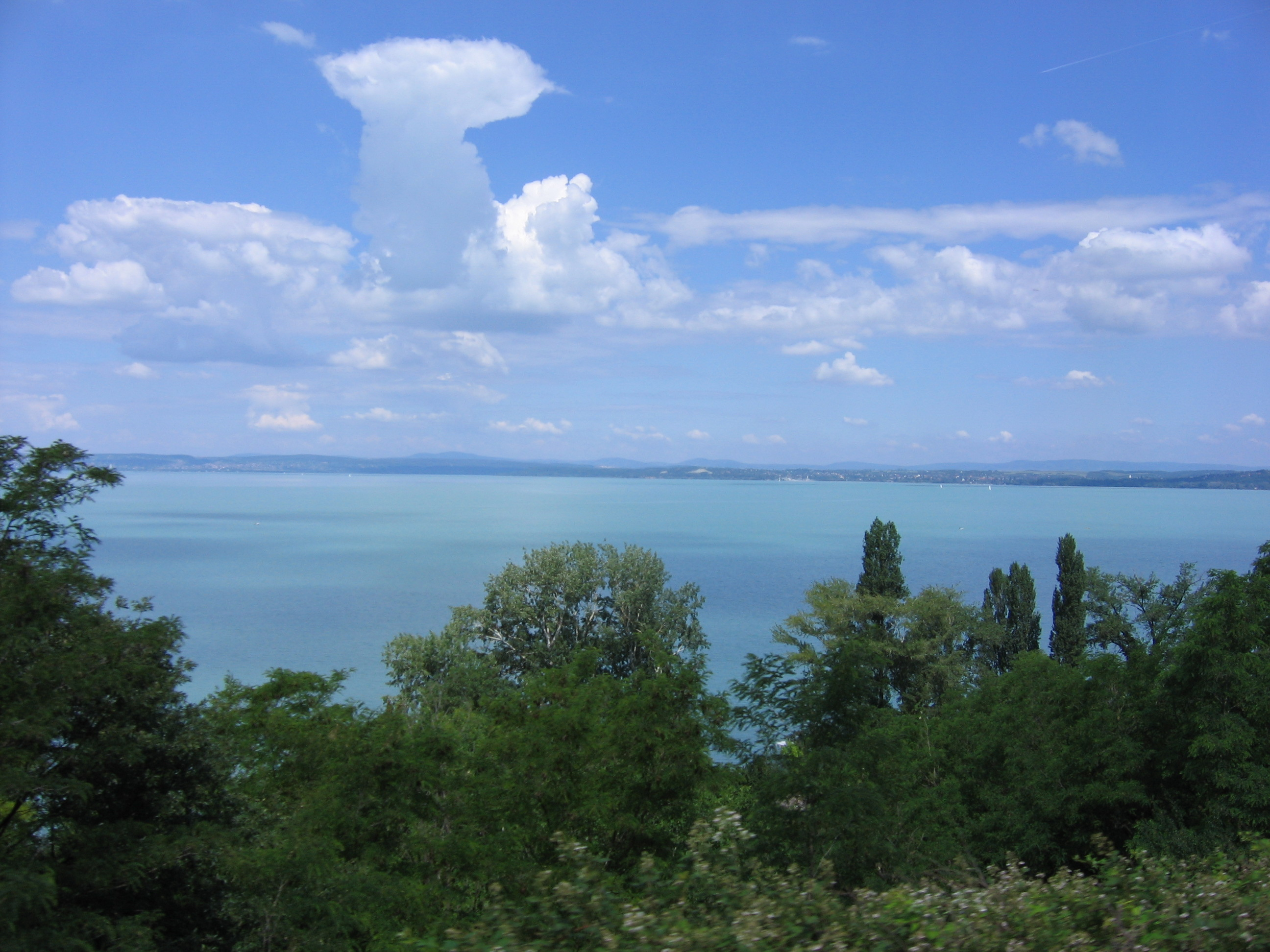
バラトン湖
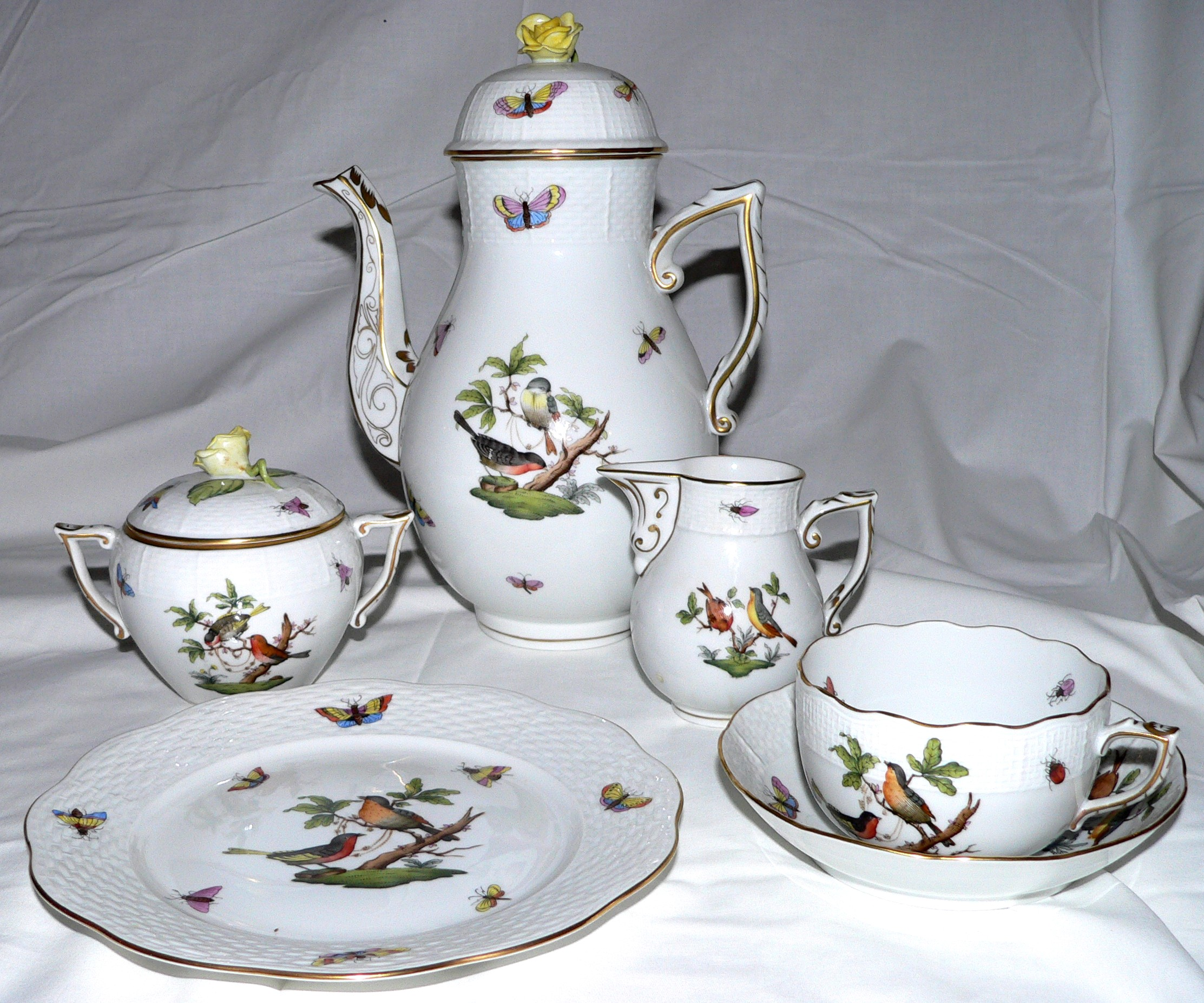
ヘレンドの陶磁器